# لورا روفولز
لورا روفولز (انگلیسی: Laura Ràfols؛ زادهٔ ۲۳ ژوئن ۱۹۹۰) بازیکن فوتبال اهل اسپانیا است.
از باشگاه‌هایی که در آن بازی کرده‌است می‌توان به باشگاه فوتبال زنان بارسلونا اشاره کرد.
وی همچنین در تیم‌های ملی فوتبال Spain women's national under-19 football team و Catalonia women's national football team بازی کرده‌است.